# Opactwo Fontdouce
Opactwo Fontdouce – opactwo benedyktyńskie założone w 1111, położone obecnie na terenie gminy Saint-Bris-des-Bois, w departamencie Charente-Maritime. Ma status zabytku o szczególnej wartości.

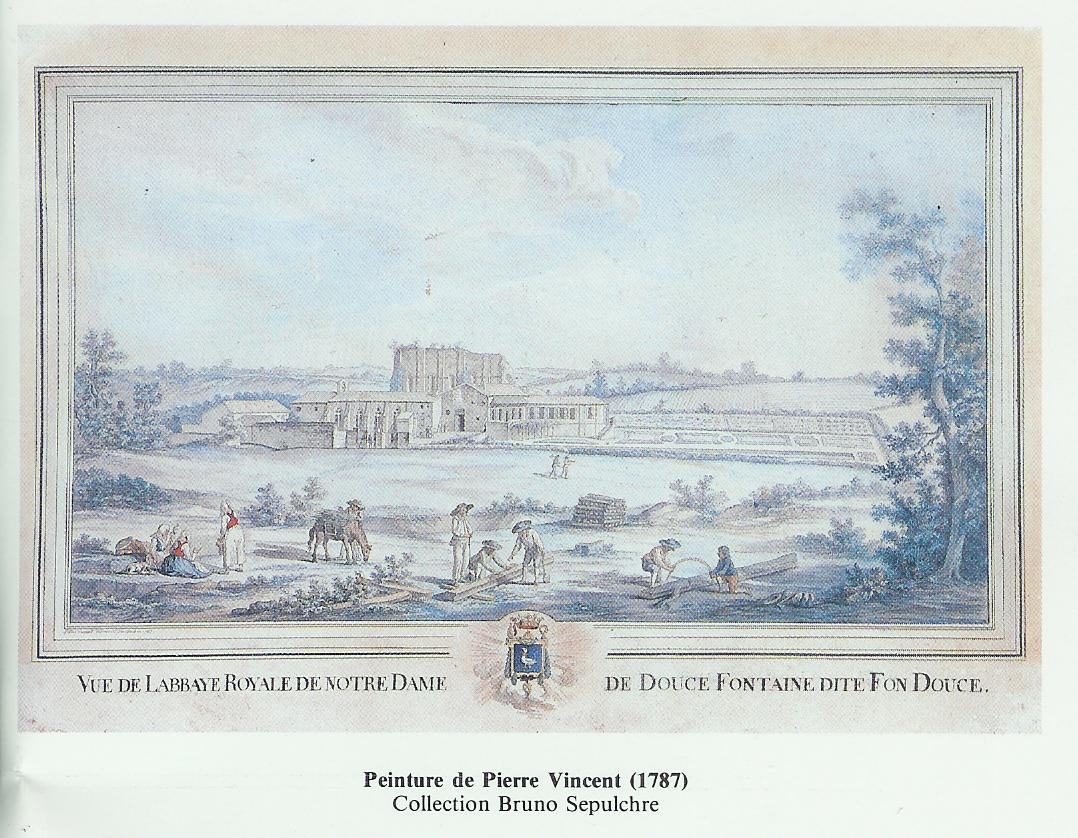
Widok na opactwo w 1787

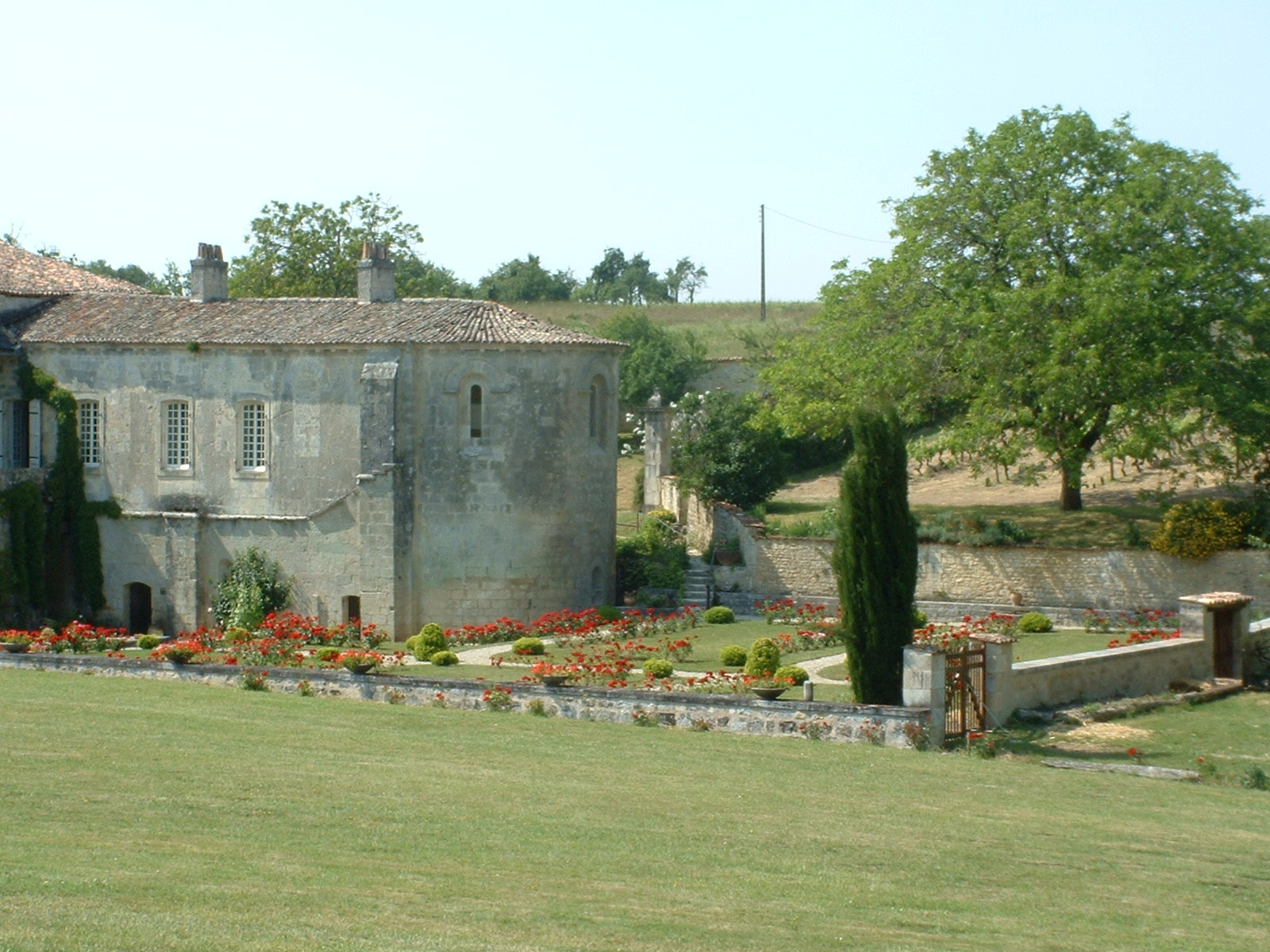
Najstarsze zabudowania klasztorne oraz ogrody

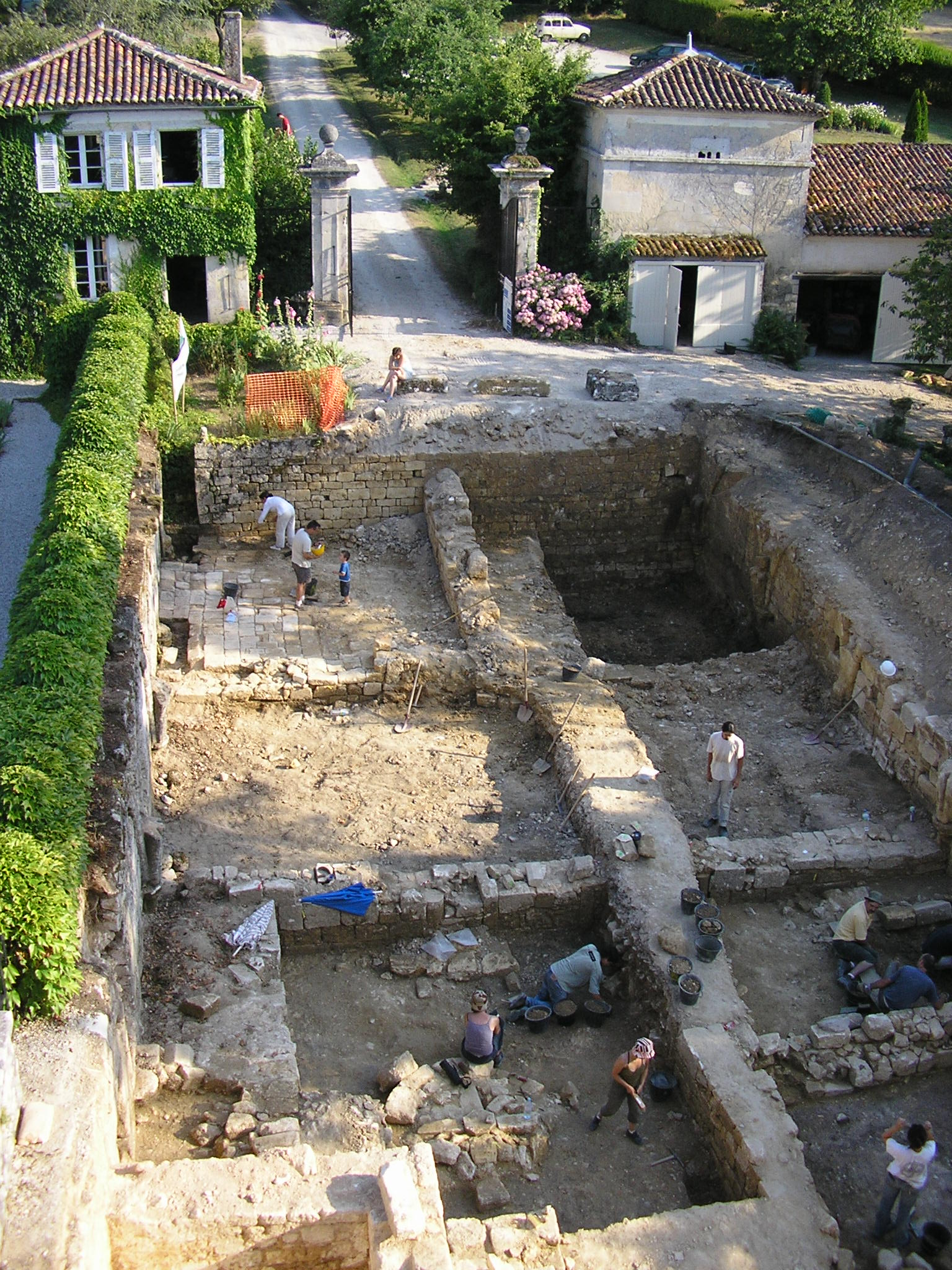
Prace wykopaliskowe w Fontdouce w 2006

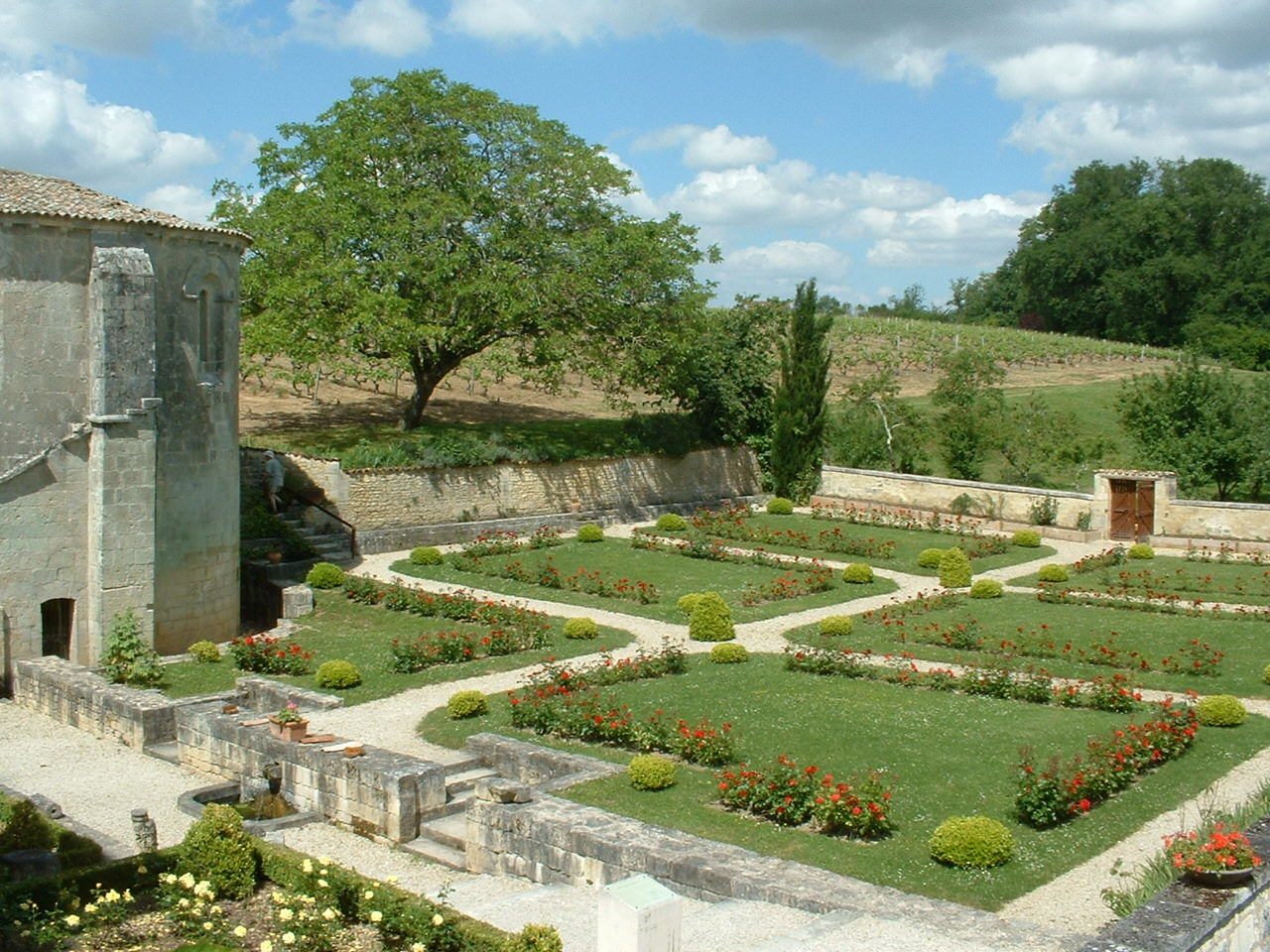
Ogrody klasztorne

## Historia
Opactwo zostało ufundowane przez Guillaume’a de Conchampa, właściciela pobliskiego majątku Taillebourg, w 1111 nad strumieniem zwanym Fontaine Douce (Słodką Fontanną) (dziś uregulowanym). Stąd też pochodzi nazwa kompleksu klasztornego, wzniesionego początkowo z drewna, jedynie z murowanymi zabudowaniami modlitewnymi. Zachowane do dziś dwie kaplice z tego okresu są datowane na rok 1120. Pod koniec XII stulecia wzniesiono kościół klasztorny o imponujących rozmiarach, natomiast w wieku XIII rozpoczęto zastępowanie drewnianych zabudowań mieszkalnych murowanymi, wznosząc nowy, romański kompleks budynków oraz wczesnogotycką dzwonnicę. Wyjątkowym rozwiązaniem architektonicznym było otwarcie bezpośrednio na dziedziniec wewnętrzny najważniejszych pomieszczeń w klasztorze – dormitorium, kapitularza oraz refektarza z kuchnią. Całość otrzymała bogatą dekorację rzeźbiarską, co zadziwiało w świetle niezwykle surowego życia prowadzonego przez mieszkańców opactwa. XIII wiek był zarazem najlepszym okresem dla opactwa, które posiadało pod 100 kilometrów kwadratowych ziemi, własny fragment wybrzeża z portem i należało do najważniejszych w regionie miejsc pielgrzymkowych. Znaną donatorką opactwa była Eleonora Akwitańska. W opactwie mieszkało wówczas stu mnichów.
W XV wieku Fontdouce otrzymało status opactwa królewskiego, co oznaczało oddanie zarządzania wspólnotą w ręce opata wybranego przez administrację państwową, a nie samych mnichów. Okazało się to katastrofalną zmianą; przysyłani z Paryża nowi opaci na ogół okazywali się zupełnie zeświecczonymi ludźmi nastawionymi jedynie na zysk. Wysokie dochody klasztoru były bezmyślnie marnowane, zaś koniec świetności obiektu przypieczętowały wojny religijne, w czasie których klasztor został kilkakrotnie splądrowany, a kościół klasztorny całkowicie zniszczony, jedynie fragment absydy może świadczyć o jego dawnych rozmiarach. W czasie Wielkiej rewolucji francuskiej i towarzyszącej jej niezupełnie akceptowanej przez rząd fali dechrystianizacji mnisi zostali (w 1793) wygnani z klasztoru, zaś cały obiekt został sprzedany. Nowy właściciel, bogaty chłop, rozebrał część budynków klasztornych, wykorzystując materiał do budowy nowego domu bezpośrednio na fundamentach refektarza.
W 1820 nowym właścicielem Fontdouce została administrująca obiektem po dziś dzień rodzina, która w XX wieku zajęła się ochroną i rekonstrukcją zabytku. Zakonserwowano zachowane do naszych czasów kaplice, rozmównicę i kapitularz, od 1970 prowadzone są również prace archeologiczne oraz odbudowa zniszczonych w XV-XVIII wieku części opactwa. Oficjalnym opiekunem zabudowań jest Stowarzyszenie im. Guillaume’a de Conchampa, które organizuje na terenie opactwa liczne imprezy turystyczne oraz zbiera pieniądze na dalsze prace rekonstrukcyjne. W 1996 grupa zakończyła porządkowanie ogrodów

## Architektura
Kompleks klasztorny (z dobudowanym domem z pocz. XIX wieku) stanowi zamknięty, dwupiętrowy czworobok z jednym ostrołukowym wejściem. Najstarsze budynki kaplic wykazują bardzo słabe cechy stylu romańskiego, z niewielkimi oknami w formie półkolistych łuków, blendami w analogicznym kształcie oraz przyporami. Wnętrze pozbawione jest wszelkich ozdób, nawet ołtarz główny jest jedynie prostym kamiennym stołem. Bogate dekoracje charakteryzują natomiast późniejsze, gotyckie fragmenty kompleksu, przede wszystkim imponujący kapitularz, oparty na kilkunastu filarach z głowicami o motywach roślinnych i przykryty sklepieniem krzyżowo-żebrowym. Cały kompleks otacza ogród w stylu francuskim. W bezpośrednim sąsiedztwie zachowanych budynków znajdują się strefy wykopaliskowe, gdzie nadal prowadzone są prace przygotowujące do odrestaurowania również pozostałych części kompleksu, przede wszystkim kościoła.